# Iuliu Hațieganu
Iuliu Hațieganu (n. 14 aprilie 1885, Dârja, Cluj – d. 4 septembrie 1959, Cluj) a fost un medic internist român recunoscut în mod special pentru cercetările făcute în domeniul tuberculozei. A format la Cluj o valoroasă școală de medicină internă. Astăzi, Universitatea de Medicină și Farmacie din Cluj îi poartă numele. A fost rector al Universității clujene "Regele Ferdinand I" în perioda 1930-1931, precum și membru al Academiei Române. A fost fratele politicianului țărănist Emil Hațieganu. De asemenea, Iuliu Hațieganu a pus bazele sportului clujean prin înființarea Clubului Sportiv Universitatea Cluj în toamna lui 1919.

## Primii ani și afirmarea

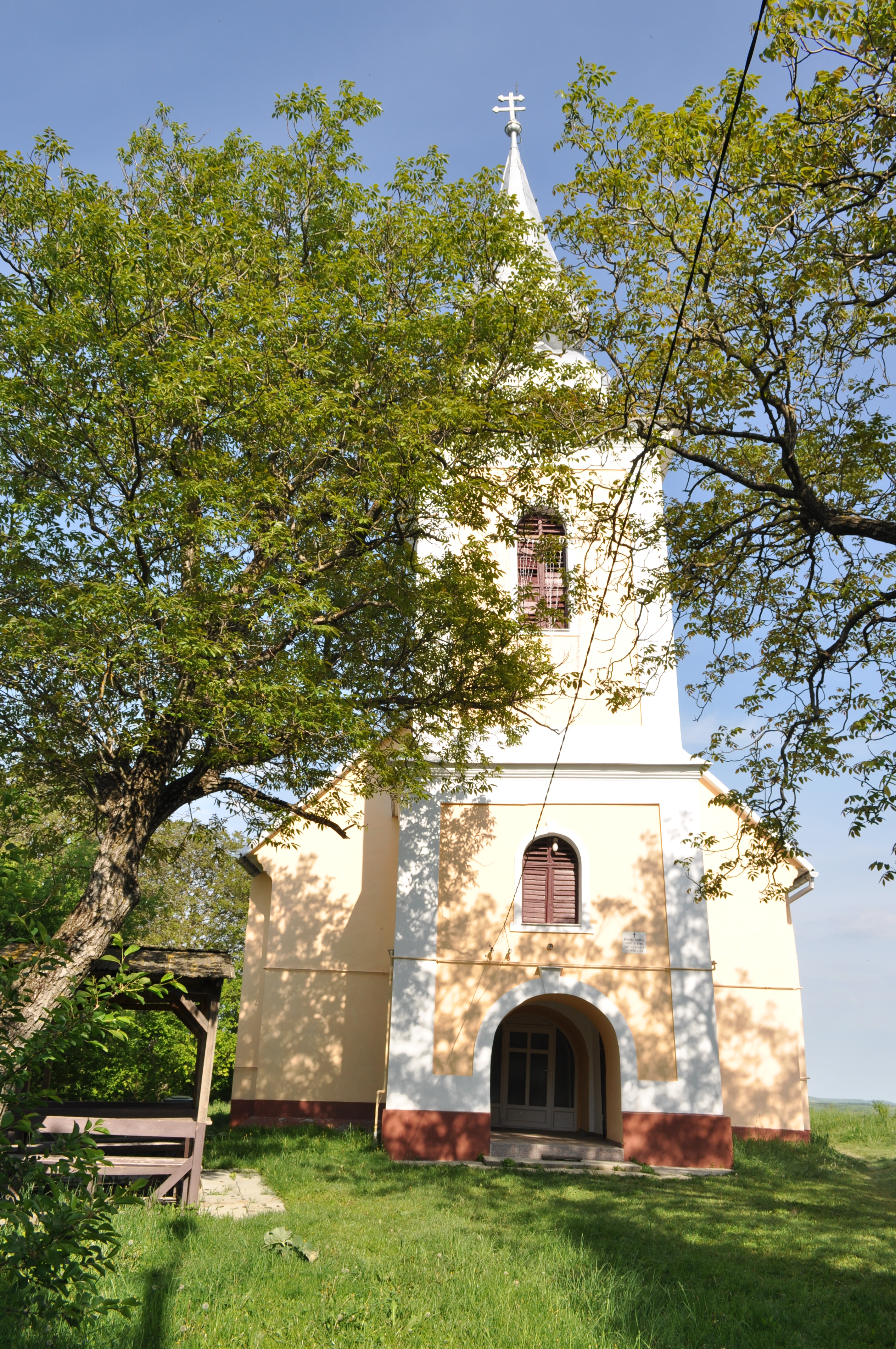
Biserica greco-catolică din Cojocna, ridicată de Ioan Hațeganu, tatăl lui Iuliu Hațieganu

Iuliu Hațieganu s-a născut în familia preotului greco-catolic Ioan Hațeganu, în satul Dârja, comuna Panticeu. Ulterior, familia sa s-a mutat în comuna Cojocna, unde Ioan Hațeganu a ridicat o nouă biserică. Este al cincilea fiu al unei familii de preoți, având 13 copii. După absolvirea școlii primare în Cojocna, și-a continuat studiile la Cluj și apoi la liceul din Blaj. A avut alți patru frați, între care și Emil Hațieganu. A făcut studiile primare în Cojocna și în orașul Cluj. A absolvit Gimnaziul Superior din Blaj, unde a fost coleg de clasă cu viitorul cardinal Iuliu Hossu. A urmat apoi cursurile Facultății de Medicină ale Universității Franz Joseph din Cluj. În anul 1910 și-a încheiat studiile cu un doctorat remarcabil și a devenit asistent al profesorului Zsigmond Purjesz. Un portret al profesorului Purjesz s-a aflat în cabinetul profesorului Hațieganu, chiar deasupra biroului său.
A urmat Facultatea de Medicină a Universității din Cluj, obținând titlul de doctor în medicină în 1910. Încă din timpul studenției, a atras atenția unuia dintre cei mai reputați profesori ai facultății, internistul Zsigmond Purjesz, devenind asistentul și colaboratorul său apropiat. Se spune că în 1915, profesorul Purjesz a făcut în scris o recomandare strict secretă, stabilind că, indiferent de circumstanțe, succesorul său de drept trebuie să fie Iuliu Hațieganu. 

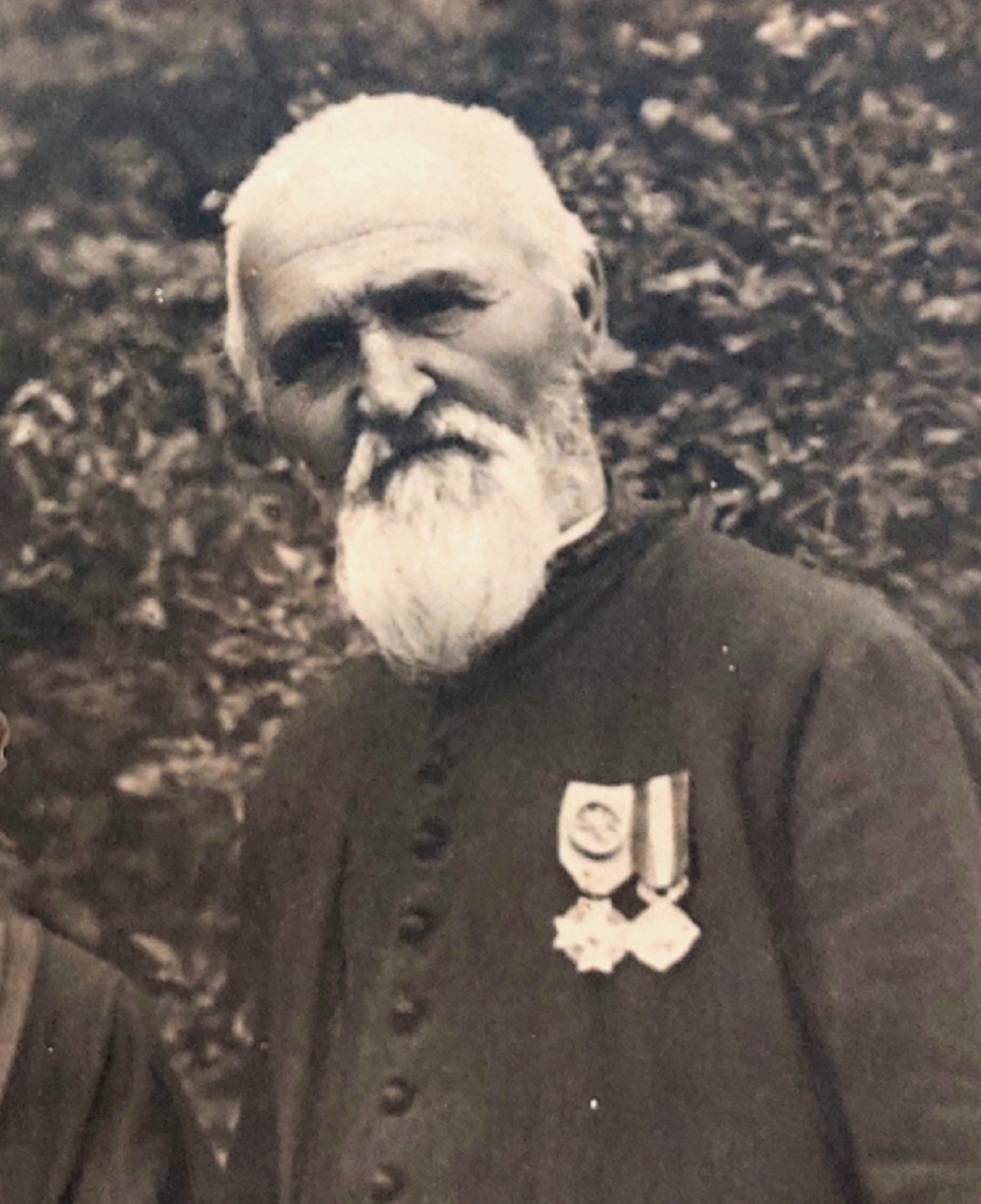
Ioan Hațeganu, tatăl lui Iuliu Hațieganu

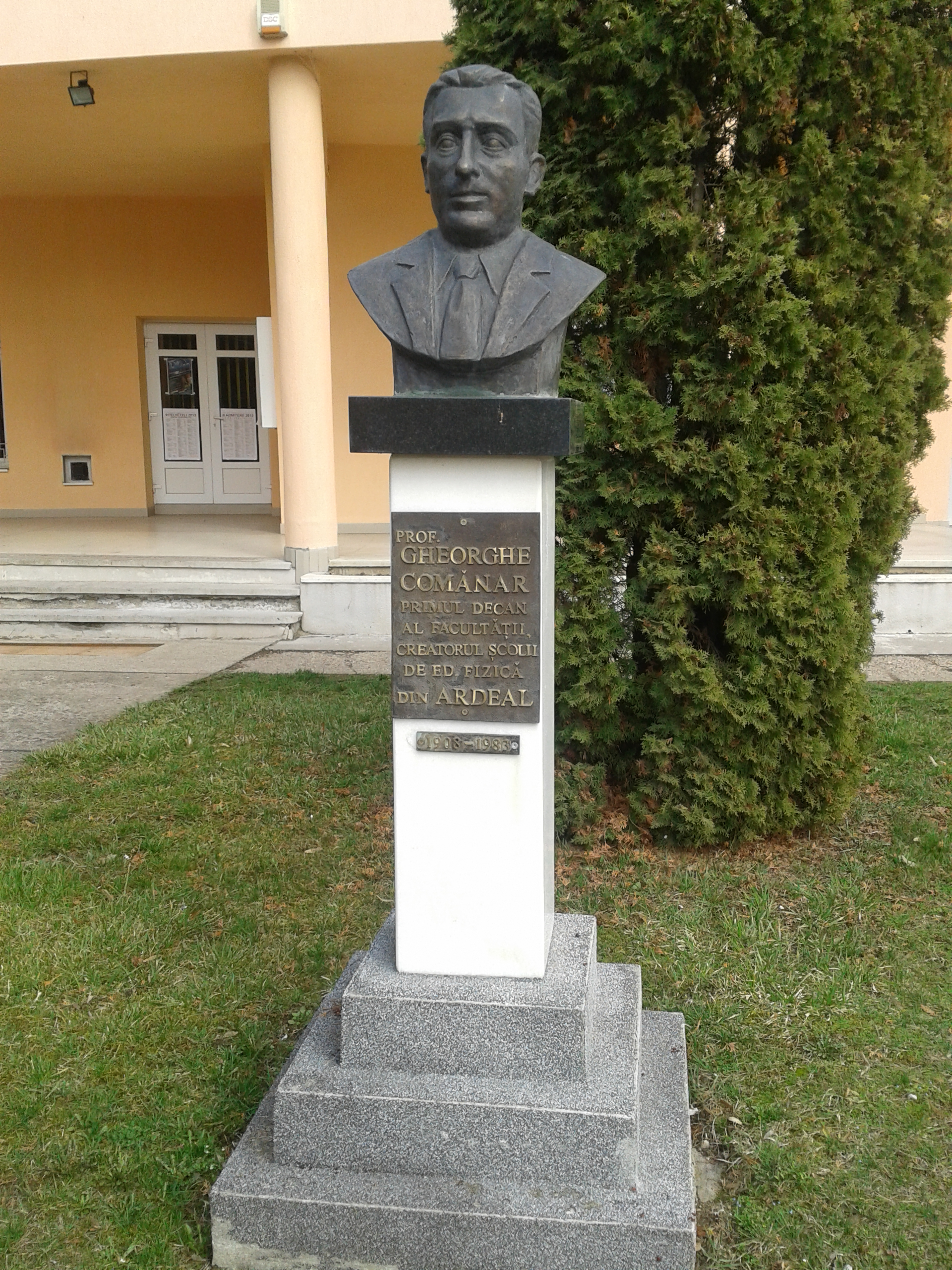
Bustul lui Gheorghe Comănar din Parcul Sportiv "Iuliu Hațieganu" Cluj Napoca. Gheorghe Comănar - creatorul școlii de ed. fizică din Ardeal 1908-1983"

## Bazele medicinei transilvănene
Iuliu Hațieganu s-a făcut cunoscut încă din 1914 în literatura de specialitate printr-un studiu asupra galactozuriei alimentare, publicat în Jurnalul Medical din Budapesta. A fost unul din delegații tineretului universitar la Adunarea Națională de la Alba Iulia și a susținut în fața Consiliului Dirigent al Transilvaniei înființarea Universității din Cluj. Ulterior va prezida și primul Congres al Medicilor, unde prietenul său, medicul militar Iuliu Moldovan, numit de Consiliul Dirigent în funcția de secretar cu problemele sănătății publice, va prezenta un raport asupra stării sănătății populației din Transilvania, subliniind necesitatea reluării activității la Facultatea de Medicină din Cluj.
Hațieganu a fost dedicat reorganizării sistemului de sănătate, inclusiv în domeniile educației și cercetării medicale, în Transilvania unită cu România. A fost o perioadă de mari dificultăți, generată de consecințele războiului mondial și de politica discriminatorie a statului dualist față de români. Iuliu Moldovan, secretar general în cadrul Consiliului Dirigent, a jucat un rol esențial în această reorganizare, începându-și activitatea efectivă în cadrul Ministerului Ocrotirilor Sociale la 16 decembrie 1918. A realizat un studiu exhaustiv al realităților sanitare din perioada imediat următoare Unirii, contribuind la stabilirea unor baze solide pentru îmbunătățirea sistemului de sănătate în această regiune. La 33 de ani a devenit profesor de clinică medicală la Facultatea de Medicină din Cluj.( unde a fost primul decan și mai târziu rector.)
Între anii 1919-1920 a fost primul decan al acestei facultăți. A fost unul dintre cei care au fost nevoiți să aleagă membrii care vor alcătui viitorul corp didactic al facultății. Astfel, a devenit unul din fondatorii învățământului medical românesc clujean. Cu ajutorul profesorilor din perioada respectivă, a scos, la data de 1 februarie 1920, primul număr din revista Clujul Medical.
Alături de Ioan Goia, Iuliu Hațieganu a adunat la catedre specialiști excepționali ca Victor Papilian, Titu Vasiliu, Iacob Iacobovici, Constantin Ureche, Victor Babeș, Constantin Levaditi sau Emil Racoviță.
În urma Dictatului de la Viena, clinicile clujene s-au mutat la Sibiu.
În timpul celui de Al Doilea Război Mondial, Universitatea mutată la Sibiu s-a confruntat cu lipsa de personal, deoarece unele cadre și o parte din personalul auxiliar au fost mobilizate pe front. În acest context, Iuliu Hațieganu a intervenit și a cerut Marelui Stat Major al Armatei Române ca o parte din personal să rămână pentru a ține cursurile de medicină. În 1941, după începutul războiului cu Uniunea Sovietică, a fost mobilizat ca medic pe front, împreună cu alți medici și asistenți precum Gheorghe Buzoianu, Alexandru Pop și Emil Țeposu.
La 34 de ani a ținut prima prelegere universitară în limba română din Ardeal, „Problema icterului cataral” prin care a pus bazele învățământului superior medical clujean. În perioada interbelică, medicina clujeană a avut rezultate deosebite. 
Profesorul Hațieganu, al cărui nume îl poartă astăzi Universitatea de Medicină și Farmacie din Cluj, a fost un exemplu rar. Marele merit al lui Hațieganu, însă, este acela că a reușit să formeze un corp didactic excepțional care a dus mai departe până astăzi valoarea medicinei românești. Personalitate puternică, a coagulat repede o echipă, care s-a transformat într-un colectiv profesional de elită atât la catedre, cât și în clinici. Din fonduri proprii, colectate și bani de la ASTRA, Hațieganu a înființat între 1930-1932 la Cluj un parc destinat mișcării sportive a tinerilor cu care a participat la concursurile artistice de la Jocurile Olimpice de vară din 1936. Parcul sportiv Iuliu Hațieganu a fost dedicat memoriei unicului său copil, mort la numai 8 ani. 
Parcul, situat de-a lungul Someșului, în zona de vest a orașului, este unul dintre cele mai mari ale municipiului Cluj-Napoca, întinzându-se pe o suprafață totală de 25 ha, din care cca. 2/3 reprezintă spații verzi. Reprezintă campusul Facultății de Educație Fizică și Sport din cadrul UBB, locul de pregătire sportivă a studenților universității, dar și un spațiu al liniștii dedicat tuturor. În trecut, parcul purta denumirea de ,,Babeș", dar astăzi poartă numele întemeietorului său.

## Activitate științifică
Profesorul Iuliu Hațieganu a fost activ într-o varietate de domenii de cercetare științifică medico-biologică, orientate către beneficiul uman și al societății. El a manifestat respect pentru cercetătorul experimentator, concentrându-se în principal pe cercetarea clinică, fără să își depășească niciodată domeniul de competență. Instituția în care a activat a fost transformată sub conducerea sa într-un institut clinic, o direcție continuată de succesorii săi. A adus cercetarea clinică la un nivel înalt de excelență, valorizând metoda observației clinice și a experimentului spontan la oameni, abordate cu competență de către observator. La umbra și sub protecția maestrului-profesor Iuliu Hațieganu s-au format, treptat, elevii săi, din care 4 au devenit membri ai Academiei Române, iar 18 au ajuns conferentiari și profesori. Menționăm pe Ion Goia, Tiberiu Spârchez, Leon Daniello, Aurel Moga, Ion Gavrilă, Octavian Fodor, Viorel Gligore, Ștefan Hărăguș, Alexandru Ciplea, și alții, care au avut o valoare profesională similară, au confirmat încă o dată că măiestria unui mentor poate fi măsurată prin realizările elevilor săi.
Prin acțiunile sale, Iuliu Hațieganu a exemplificat cu adevărat esența unui maestru, așa cum a fost definită de către academicianul O. Fodor în 1975. Un maestru este acela care, având el însuși o bogăție interioară considerabilă, oferă în mod altruist cunoștințe, înțelepciune și îndrumare, fără a avea prejudecăți sau așteptări de recompense. Maeștrii primei școli medicale clujene, cu precădere profesorul I. Hațieganu, au subliniat importanța inteligenței umane, muncii și formării caracterelor, în defavoarea simplului transfer de cunoștințe, inspirându-se din filozofia lui W. Osler.
Una dintre marile pasiuni ale lui Hațieganu a fost activitatea spitalicească, unde, împreună cu profesorul Ion Goia, a transformat asistența clinică într-un mediu propice cercetării. A susținut înființarea unei clinici mari, cu 300 de paturi, pentru a permite observarea unui număr mare de cazuri. Acorda o atenție deosebită consultațiilor gratuite la ambulatoriul clinicilor, unde, zilnic, se examinau între 80 și 100 de pacienți, și a promovat internarea preferențială a cazurilor interesante pentru cercetare și predare practică pentru studenți.
În colaborare cu Ion Goia, a redactat Tratatul elementar de semiologie și patologie medicală. În calitatea sa de decan al Facultății de Medicină și rector, de două ori, al Universității din Cluj, considera că rolul învățământului universitar era acela de a cerceta și de a pregăti elitele conducătoare. A avut ocazia să rostească discursul său în funcția de rector în prezența familiei regale, în 1930/1931. În preajma sa, s-au format 4 membri ai Academiei Române și 18 conferențiari și profesori, printre care: Ion Goia, Leon Daniello, Aurel Moga, Octavian Fodor, Aron Faur, Ion Gavrilă, Viorel Gligore, Ion Jovin și Vasile Cosma. Iuliu Hațieganu a susținut planul unei clinici mari, cu 300 de paturi, și consultațiile gratuite de la ambulatoriul clinicilor. A fost preocupat de educație sanitară și de răspândirea măsurilor elementare de igienă. Acesta a fost activ în ASTRA, fiind șef al despărțământului Cluj, Șoimii Carpaților, Extensia Universitară și în sectorul Educația fizică universitară. El este cel care a înființat revista Viața Universitară. Iuliu Hațieganu a primit titlul de medic emerit în anul 1952 și Émile Sergent l-a considerat cea mai complexă personalitate medicală a Europei din acea vreme.
Activitatea sa socială și civică a fost remarcabilă pentru epoca sa. A fost implicat în numeroase inițiative, cum ar fi Extensia Universitară,ASTRA și Șoimii Carpaților, precum și în crearea Asociației Prietenii Universității și în promovarea educației fizice universitare. A susținut și educația sanitară sistematică și practică, adresată întregii populații și axată pe învățarea măsurilor de igienă de bază. Prețuirea și recunoașterea profesorului I. Hațieganu sunt ilustrate de faptul că a fost primul decan al Facultății de Medicină românească.

## Perioada comunistă
Odată cu instaurarea comunismului, noua situație politică l-a afectat atât pe Hațieganu, cât și pe colaboratorii săi, mulți fiind concediați sub pretextul unor așa-zise judecăți „populare”.
În 1985, sărbătorirea centenarului nașterii lui Iuliu Hațieganu a fost interzisă de autoritățile comuniste.

## Doctorul și omul de știință
O preocupare consecventă a lui Hațieganu a fost și stabilirea pediatriei sociale drept normă profesională. Profesorul Nicolae Miu spunea despre el:
„Marele Hațieganu a pus bazele. Organiza deplasări în diferite medii sociale unde voia să cunoască incidența anumitor boli, condițiile în care evoluau sau apăreau focarele.”—Nicolae Miu
Iuliu Hațieganu era totodată un extraordinar diagnostician. De multe ori reușea să diagnosticheze corect pacientul, doar privind modul în care se mișca și cum arăta.
A fost un mare susținător al creării de parcuri sportive și locuri dedicate recreației, conform principiului o minte sănătoasă într-un corp sănătos. De altfel, când a fost numit ministru al sănătății în guvernul Iorga, și-a dat demisia după ce i-a fost respinsă propunerea de înființare a unui portofoliu al Educației Fizice.

## Distincții
- Ordinul „Meritul Cultural” în gradul de Ofițer, pentru cultură (23 septembrie 1942)[11]
- titlul de „Medic Emerit al Republicii Populare Romîne” (5 august 1954) „pentru merite excepționale și realizări deosebite în domeniul ocrotirii sănătății oamenilor muncii”[12]
- Ordinul Muncii clasa I (27 mai 1955) „pentru activitate îndelungată, deosebit de valoroasă, didactică, științifică, practică și cu ocazia împlinirii vîrstei de 70 ani”[13]
- Ordinul „Steaua Republicii Populare Romîne” clasa a II-a (31 decembrie 1956) „cu prilejul împlinirii a 90 de ani de la înființarea Societății Academice Romîne, pentru merite deosebite in muncă”[14]